# ExperiDance Tánctársulat
Az ExperiDance Tánctársulat vagy ExperiDance Produkció (angolul: ExperiDance Production),  ismertebb nevén csak ExperiDance egy hivatásos táncosokból és a művészi munkájukhoz nélkülözhetetlen háttérapparátusból álló, független táncművészeti vállalkozás. Nagyszabású és látványos munkásságuk a statisztikák szerint nagyobb közönséget vonz, mint bármely más hazai táncos formációé. Magyarország első magántánctársulata 2000-ben alakult. Alapítói Román Sándor koreográfus, érdemes művész, az ExperiDance egykori művészeti vezetője és Vona Tibor producer, az ExperiDance ügyvezető igazgatója. „A magyar tánckultúra utazó nagykövetei”-ként is emlegetett társulat a magyar néptánchagyomány elemeiből építkezve igyekszik a magyar táncot forradalmasítani. Újszerű megfogalmazásban, közismert nemzetközi és kortárs táncokkal ötvözve, modern színpadi formában és magas művészi színvonalon törekszik népszerűsíteni a magyar tánckultúrát, külföldön és belföldön egyaránt. Az ExperiDance mára már nemzetközileg is elismert, sokak szerint „Magyarország országimázsának pozitív formálója”. Magyarország egyik legnépszerűbb táncegyüttesét 2008-ban Sanghajban a világ tíz legjobbja közé választották.
Nem túlzás azt állítani, hogy az ExperiDance önálló művészeti nyelvet alkotott, és ezzel különleges értéket teremtett mind a magyar, mind az egyetemes kultúra számára.

## Nevének eredete
Az ExperiDance név az angol experience (tapasztalat, élmény, életérzés) és dance (tánc) szó összetételéből alakult. A név alapgondolata az, hogy a múltból megszerzett tapasztalatok felhasználásával valami újat szeretnének létrehozni.
Oda kell figyelnünk arra, hogy nekünk volt egy múltunk, ezt meg kell becsülnünk, de a múlt azért van, hogy azt felhasználva egy újat alkossunk.

## Tevékenysége, céljai
A tánctársulat igyekszik követni a magyar néptánc logikáját, mely az egyéniség megjelenésére épül. Ezen megjelenés számtalan lehetőséget ad az egyénnek. Mivel nagyon sok egyén és nagyon sok nemzedék volt a magyar történelemben, az ExperiDance rendkívül gazdag táncanyagból gazdálkodik. Az ExperiDance küldetése, hogy ezeket a múltban rejlő üzeneteket a ma embere számára is érthetővé tegye, a ma eszközeivel és kívánalmaival képes legyen ezeket az üzeneteket közvetíteni. Céljuk, hogy előadásai révén egyszerre védje, ápolja és újjá teremtse a magyar kulturális értékeket, hazaszeretetre és a magyar hagyományok tiszteletére nevelje a fiatal generációkat. Céljuk továbbá a legmagasabb szintű művészeti szórakoztatás és a forradalmasított magyar tánckultúra népszerűsítése úgy külföldön, mint belföldön.
2000-ben azzal a céllal jött létre az ExperiDance Tánctársulat, hogy azt a fantasztikus néptánc kultúrát, amit mi magyarok olyan előszeretettel művelünk és anyanyelvi szinten elő is adjuk, erről a honfitársaink is és a világ is hadd tudjon. És mi ennek a kultúrának a népszerűsítéséért bontottunk zászlót.

## Története

### Előzmények
Az 1990-es évek közepén Román Sándor mint táncművész és koreográfus, még a Honvéd Együttes szólistája volt. Novák Ferenc védnöksége alatt már többszörösen is kipróbálhatta, bizonyíthatta alkotói tehetségét és az ő révén ismerkedett meg a táncszínházi úttal. 1994-ben A kertész álma című önálló darabjában megkísérelte  a „néptáncszínház” modernizálásának lehetőségeit,  azonban szakmai műhelyében nem tudott kibontakozni. Néhány év Amerikában töltött tanulmányútja után függetlenítette magát az együttestől. Ezután találkozott Schwajda Györggyel, aki meghívta őt a szolnoki Szigligeti Színházba.

### A Szigligeti Tánctársulat
1997 januárjában Román Sándor vezetésével, Szolnokon megalakult a Szigligeti Tánctársulat, későbbi nevén Román Sándor Táncszínháza. Tagjai Állami Balettintézetet illetve Táncművészeti Főiskolát végzett 26 hivatásos táncosból állt, akik előzőleg különböző profi táncegyüttesekben dolgoztak.
Román A kertész álma című művét ennek a fiatal csapatnak is betanította, és ez a darab nyitotta meg azt az estét, mellyel 1997. november 24-én a Nemzeti Színházban is bemutatkoztak. Ugyanekkor láthatta a pesti közönség A pokol színei ősbemutatóját is, melyet kifejezetten e társulat számára készített. 1998. december 7-én két új darabbal, A manna és A párduc című zenés művel lépett színre az együttes, a budapesti Katona József Színházban.

### Ezeregyév meséi
Szolnokon kezdett kiépülni az a stílus, amely a táncot a cselekményes színjátszás felé tolta. Román Sándor Schwajda György támogatásával megalkotta az „Ezeregyév” című előadást, amely lehetővé tette a tánc színház irányú felhasználását. A produkcióban a magyar néptánckultúra széles skálája elevenedik meg, Román Sándor koreográfiájával és Morcsányi Géza dramaturgjával. A mű a tánc nyelvezetével mutatja be a Magyar történelem 1000 évét, a honfoglalástól napjainkig. A 21 képben előadott történelmi tánc-showt – akkor még Ezeregyév meséi címmel – 2000. március 15-én mutatták be először a szolnoki Szigligeti Színházban. A próbaképpen színpadra vitt darabot, harminc  sikeres előadás után levették a repertoárról, ugyanis a színháznak szüksége volt a tánckarra, a Hair című darabjához. Ebből konfliktus adódott, melynek következményeként Román Sándor húszfős társulatával együtt kivált a szolnoki színházból és Budapestre költözött. 

### A megalakulás
Éppen ekkoriban lépett fel a Népstadionban Michael Flatley, aki a Feet Of Flames világturnéja keretében 2000. július 19-én több mint 60 000 ember előtt adta elő ír sztepp stílusú táncműsorát. A nézők között ott volt a lapkiadással foglalkozó Vona Tibor is, akinek cége Flatley Népstadionbeli koncertjének nyomtatott sajtó- és fő médiatámogatója volt. Vonát felbőszítette, ugyanakkor inspirálta is, hogy egy professzionálisan becsomagolt idegen nép tánckultúrájára ennyi ember volt kíváncsi, holott a magyar hagyományokban és tánckultúrában is hatalmas értékek és tartalékok rejlenek. Vona éppen az útját kereste – mert szeretett volna mással foglalkozni, mint lapkiadás – a Flatley-előadás után fantáziát látott abban, hogy „ugyanezt” megtegye a magyar néptánccal is. Két héttel az amerikai táncművész bemutatója után találkozott Román Sándor koreográfussal, s miután Vona felismerte a modern magyar tánckultúrában az értékteremtésre és üzleti sikerre való óriási lehetőséget, így 2000-ben producerként Román Sándor és a Szolnoki Szigligeti Tánctársulat mellé állt, és erejük egységesítésével, magánforrásaikból 2000 októberében létrehozták az ExperiDance Produkciós Irodát.
…megkérdeztem magamtól, nekünk miért nincs egy ilyenünk, amikor sokkal színesebb a néptánckultúránk? Akkor gondoltam először arra, hogy ezzel szeretnék foglalkozni. Az már a sors akarata volt, hogy két hétre rá megismerkedtem Román Sándorral.

### 2000-es évek
Az „Ezeregyév” lett az ExperiDance első egész estés tánc-showja, amelynek 2013-ban Szolnokon volt az 500., 2016-ban pedig már túl volt az 580. előadáson. Budapesten 2001. március 15-én, az Erkel Színházban lépett fel először a társulat, amelyet Vona Tibor egy évre előre tizenkét alkalomra bérelt ki. Ez év májusban ugyanitt tartották a „Muskétások, avagy kevés Dumas, sok tánc” című második nagyelőadásuk premierjét. A sikeres előadások után sorra hívták őket más színházakba is, így felléptek a Nemzeti Táncszínházban, 2002-től a Nemzeti Színházban, majd a 2004-től a Művészetek Palotájában is. A 2002-ben bemutatott „Bartók táncmű” koreográfiáját Bartók zenéje ihlette. A darab vezérgondolata az a küzdelem, melynek során az ember megtalálja azt a közeget, ahol végül hazára lelhet. A koreográfiában a néptánc és a történelmi társastánc elemek lényegülnek át modern balettra emlékeztető kortárs táncnyelvvé.
2003-ban a Nemzeti Színházban mutatták be a „Revans” című kétfelvonásos tánckomédiát, amely a Lúdas Matyi történetére épül. Fazekas Mihály művét Schwajda György modernizálta át a jelenkorra. A furfangos pásztorfiú és Döbrögi története Törőcsik Mari hangján és Román Sándor rendező koreográfus sajátos mozgásvilága által elevenedik meg. Zeneszerzője Czomba Imre, aki 2002-től kezdett el dolgozni a tánctársulat zeneszerzőjeként. A Revans finálédalának szövegírásában és előadásában, Visszavág a sors címmel, Kovács Ákos is közreműködött. A darab keresztényi üzenete: „ha megdobnak kővel, dobd vissza kenyérrel”, vagyis a megbocsátás. 2004-ben mutatták be a „Steel – A fém legendája” című táncjátékukat, amely a történelmi korokon keresztül mutatja be „a fém legendáját”, az anyag szerepét az emberiség fejlődésének történetében. Ez év június 23-án a Miskolci Nemzetközi Operafesztiválon volt az ősbemutatója „Csajkovszij: komédiások” című darabnak, amely Csajkovszkij életének érzésvilágát összegzi.
A tánctársulat ötödik egész estés darabja, a 2006-ban a Nemzeti Táncszínházban először bemutatott „Nagyidai cigányok”, amely megtörtént eseményen alapul. Az Arany János azonos című vígeposzából készült kétrészes tánckomédia, a Magyarországon élő cigányok kultúráját mutatja be a tánc nyelvén. A koreográfia nemcsak a cigány néptáncokat szőtte bele a darabba, hanem a azokat a táncokat is, amelyekkel a cigányság vándorlása során találkozott. Így török, perzsa, indiai és egyiptomi elemek teszik teljessé ezt a mulatságos történetet.  
A kínai Magyar Kulturális Évad keretében, 2008 áprilisában Pekingben mutatta be a társulat az „Esszencia – A ritmus ünnepe” című produkcióját, amely az együttes elmúlt nyolc év előadásainak legsikeresebbnek tartott pillanatait gyűjtötte össze egy kerettörténet segítségével. Az előadással olyannyira nagy sikert arattak, hogy még ebben az évben meghívást kaptak a Sanghaji Művészeti Fesztiválra, ahová a világ legjobb tíz táncegyüttesét hívták meg, köztük az ExperiDance társulatát. Kínában Sanghajon kívül felléptek még Nankingban és Szecsuanban azon a jótékonysági koncerten, amelynek teljes bevételét a művészek a 2008-as szecsuani földrengés áldozatainak ajánlottak fel.
William Shakespeare azonos című vígjátéka alapján készült a reneszánsz év alkalmából a „Szeget szeggel” című produkció. A történet Mátyás király udvarában játszódik, bemutatva, milyen is az, amikor az itáliai reneszánsz, a humanizmus Magyarországra költözik. A darab azt a pillanatot örökíti meg, amikor Mátyás király túljár az álszentek és csalárdok eszén, hogy rendet tegyen a királyságban. A komédiát Schwajda György írta át táncképekre. 
2009-ben ismét egy új tánckomédia került a Müpa színpadára: a „Boldogság 69:09”, amely 1969 és 2009 fiataljainak boldogságkeresését hasonlítja össze, a két korszak legnagyobb slágerei és a korok divatos tánclépései segítségével.

### 2010-es évek
2011. április 15-én a „Forrás – Jéghideg és tűzforró” című előadásával nyitotta meg kapuit „a főváros első élményszínháza”-ként emlegetett kulturális rendezvénycentrum, a RaM Colosseum. A társulat kapta meg a lehetőséget, hogy az újonnan megnyílt többfunkciós, kulturális és szabadidős központnak műsorpolitikát tervezhessen, és saját repertoárja mellé magyar és nemzetközi vendégprodukciókat és koprodukciókat is műsorra tűzzenek.
Román Sándor Tánctársulata és a Nemzeti Táncszínház közös produkciójaként 2012-ben mutatták be „Liliomfi” címmel Szigligeti Ede legismertebb vígjátékának feldolgozását. Arany János klasszikus művének felhasználásával készült a „Toldi – Musicalköltemény” című zenés színpadi mű, amely Szarka Gyula (Ghymes) zeneszerző és az ExperiDance közreműködésével jött létre, és amelyet a Budapesti Tavaszi Fesztivál keretében mutattak be. 
2012 áprilisában a RaM Colosseumban mutatták be az ExperiDance Production és a Békéscsabai Jókai Színház közös előadását, a Dumas regényéből készült „Monte Christo grófja” című musicalt, Szomor György zenéjével és dalszövegeivel. Ez év nyarán a Miskolci Nemzeti Színházban mutatták be „3Bartók” címmel Bartók Béla három művének – A csodálatos mandarin, A kékszakállú herceg vára és A fából faragott királyfi – összevont előadását. A operafesztivál igazgatója, Kesselyák Gergely kérte fel Román Sándort arra, hogy úgy mutassa be a három Bartók művet, hogy annak közös vonulatuk legyen. Ez a közös vonulat pedig a férfi és a nő közötti kapcsolat, amely mindhárom darabban más és más értelmet kap.
2013 elején ismét az Békéscsabai Jókai Színház volt az ExperiDance koprodukciós partnere. A „Frank Sinatra – A Hang” című produkció Frank Sinatra munkásságát dolgozza fel. A nosztalgikus hangvételű darab főszereplője Vastag Tamás, rendezője pedig Szomor György. 
2013 őszén a 100 Tagú Cigányzenekar szólistái közreműködésével mutatták be a „Fergeteges – A királyné, a gróf és a cigánylány” című produkciót, melyben az 1800-as évek  második felének világa elevenedik meg. A művet Erzsébet királyné és gróf Andrássy Gyula  beteljesületlen szerelmének legendája ihlette. 2014-ben állították színpadra az itáliai karneválok világát felidéző „Szenvedélyem Velence” című darabot, amelyet az olasz Manfred Schweigkoflerrel készítettek. Nem ez volt az első koprodukciós előadásuk. Korábban a Steel–A fém legendája című darabot is együtt készítették.
Az ExperiDance közreműködésével készültek a 2014–2015-ös évad Apassionata „Az aranyösvényen” (Die goldene Spur) című előadássorozatának egyes történelmi részeit összekötő táncjelenetei. A darab sikerének köszönhetően, a német lovas színház felkérésének eleget téve, a következő évad „A tükör bűvöletében” (Im Bann des Spiegels) című produkciójának nemzetközi tánckarát, Román Sándor és társulata tanította be. 2016 őszén Riesában mutatták be az „Álmok mozija” (Cinema of Dreams) című harmadik közös előadást.
Az ExperiDance közreműködése révén a tánc is részévé vált Havasi Balázs koncertjeinek. 2014-ben a Havasi Symphonic Aréna Show-ban négy előadással egyetlen hétvége alatt 46 000 néző előtt szerepeltek a Budapest Sportarénában. Ezzel a második helyre kerültek a nemzetközi koncerteket rangsoroló Billboard jegyeladási listáján.
2015-ben, a Szenvedélyem Velence után a szintén olasz témájú „Én, Leonardo – A fény születése” című, 15. egész estés előadásukkal jelentkeztek, melynek premierje a RaM Colosseumban volt. A táncjáték Leonardo da Vinci igazi arcát kívánta bemutatni, párhuzamot vonva a reneszánsz és a ma értékei között. A Leonardo-darab ötlete Manfred Schweigkofler olasz rendezőtől származik, és az előadás első verzióját a 2015-ös Milánói Világkiállításon is bemutatták. Október 3-án és 4-én, az ExperiDance 15. születésnapja alkalmából, az „Ezeregyév” című produkciót az eredeti, alapító tánckar közreműködésével láthatta a közönség. A jubileumi gálaesten Román Sándor alapító-koreográfus, sok évi szünet után, három előadás erejéig tért vissza a színpadra.
A 2015-ös adventi időszakban az Angyalok Kara kórusprodukció az ország több mint hatvan településére jutott el, Soprontól Nyíregyházáig. A produkció az ExperiDance Production ének-zenei tagozatának alkotása, a Moltopera közreműködésével. Az ősbemutatóra 2015. november 29-én került sor a budapesti Szent István-bazilikánál.
„A gyöngyhajú lány balladája – A musicalek alfája és omegája” című táncos musical premierje 2016. március 12-én volt a RaM Colosseum színpadán. A musical egy fiatal lány felnőtté válását meséli el, miközben megidézi a Balatonhoz kötődő ősi legendákat, 21 Omega-sláger (többek között a Trombitás Frédi / Ha én szél lehetnék / Petróleumlámpa / Gyöngyhajú lány stb.) feldolgozásával. A művet Pozsgai Zsolt író és rendező a tánctársulat és az Omega együttes számára készítette. A dalok kiválasztásának szempontjai között a koreografálhatóság és a kerettörténetbe való illeszkedés szerepelt, de fontos volt az is, hogy a legismertebb Omega számokat dolgozzák fel.
Az ExperiDance Tánctársulat „Nostradamus – Világok vándora” címmel, májusban bemutatott előadása egy országokon és történelmi korszakokon átívelő „időutazás”. A történet szerint Nostradamus csalfa feleségét világ körüli útra viszi, hogy megmutassa, minden jóslata valósággá vált. Eljutnak Ausztráliába, Indiába, Japánba, Brazílián és Amerikán át egészen Európáig. A főszereplők megtapasztalják a „spanyol virtust” és az orosz jókedvet is. Erdélyből Drakula miatt sietnek tovább, de végül természetesen Magyarországon lelnek hazára. A világ körüli út egyik idegenvezetője Ganxsta Zolee.
Az ExperiDance Production 2016 januárjában az egykori Láng Gépgyár területén épült új székházába (Hungarian Talent's House) költözött, melynek egyik szárnyában kapott helyet a társulat utánpótlására szeptemberben indult ExperiDance Táncakadémia. Augusztusban pedig a Factory Fesztiváludvaron valósult meg az ExperiDance szabadtéri nyári fesztiválja.
A Budapesten megrendezett 2017-es úszó-világbajnokság megnyitójának táncprodukciója, az ExperiDance közreműködésével és a társulat által delegált több száz előadóművész és technikai szakember közös munkájaként valósult meg.  
A nyitógála hivatalos koreográfusa Román Sándor volt. 2017 szeptemberében mutatták be a „Cinderella” című családi mesemusicalt, amely az ismert Hamupipőke történet ExperiDance stilusú feldolgozása.

## Stílusa, jellemzői
A formáció stílusát Román Sándor és alkotótársai teremtették. A társulat mozgásanyaga a magyar néptánc alapjaira épül. Ezen hagyomány elemeit, a ritmikát, a mozdulatsorokat, a férfitáncok csapásolás technikáját táncnyelvvé téve igyekszik kifejezni az előadások mondanivalóját. Román Sándor kísérleti jelleggel kezdte el ötvözni a különböző táncstílusokat, a néptáncot, a balettet, a rock and rollt, a szteppet a pantomimet, színesítve mindenféle más népek táncaival és akrobatikus elemekkel. 
Az ExperiDance előadásait látványos hang- és fényhatások kíséretében adják elő. Hangulatvilágát, minden ízükben formabontó és extravagáns jelmezek teszik egyedivé.

## Turnék, külföldi fellépések

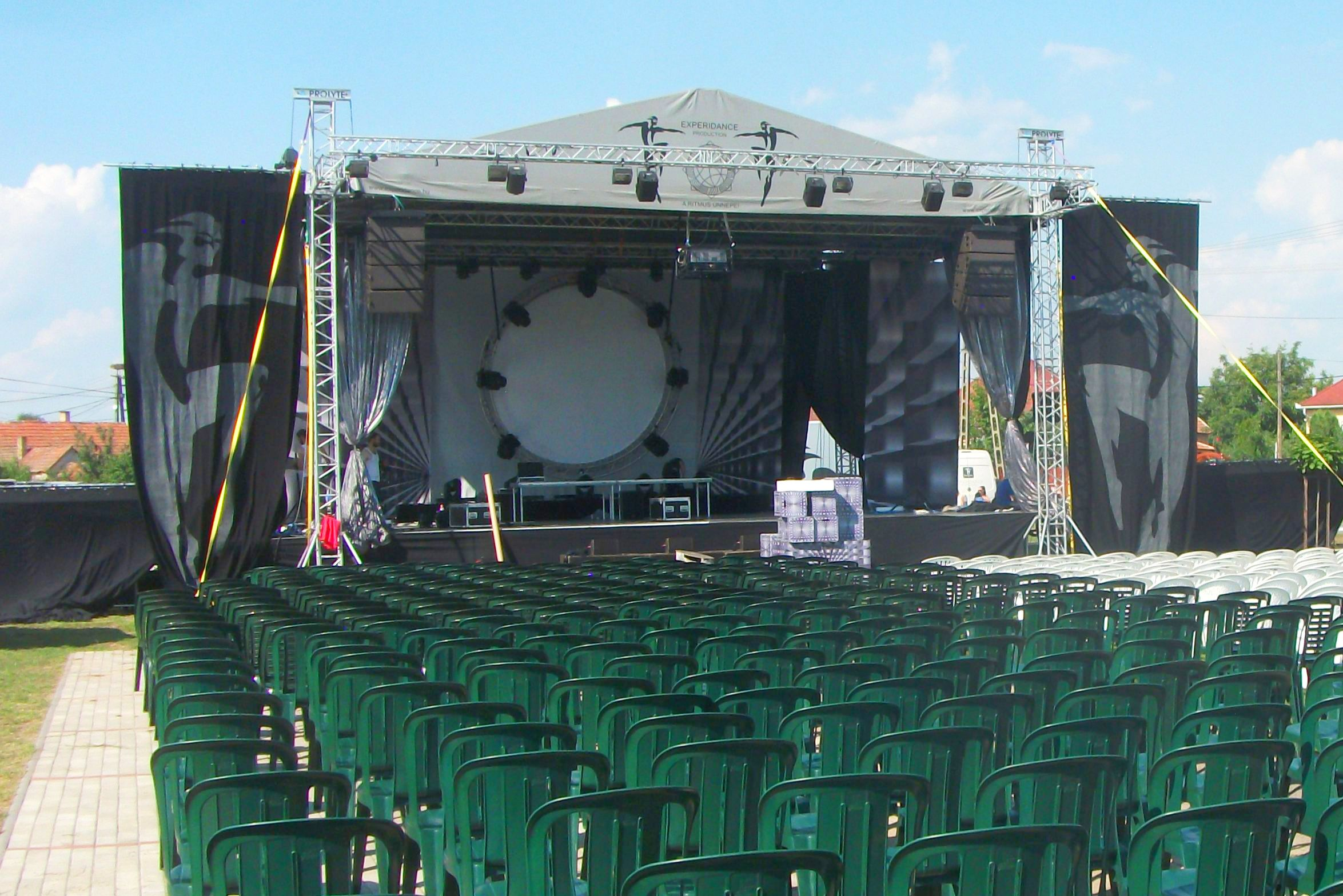
Az ExperiDance színpad Cigándon. (2016).

Az ExperiDance egy üzleti vállalkozás, s vállaltan a széles tömegek számára szóló produkció.
Évente mintegy 150 hazai előadást produkálnak. Több mint 20 előadásból álló repertoárjukat folyamatosan játsszák a budapesti RaM Colosseumban, más fővárosi illetve vidéki színházakban, valamint számos hazai településen. A turnéelőadásokon egy 350 millió forintból létrehozott, utaztatható, az adott helyszínen 8-10 óra alatt készre építhető repertoár szolgál. 2015-ben megvásárolták saját színpadi produkcióinak és koprodukcióinak bemutatására alkalmas hang-, fény-, és színpadtechnikai eszközparkját (14x18m). A személyzet az eszközöket saját kamionflottájával a helyszínre szállítva egy előadásnapon belül képes az előadás aznapi bemutatása mellett felépíteni a színpadot, próbálni és bontani.
Az ExperiDance Tánctársulat vezetője gyakran szerepel táncosaival a Bodrogközben. Ez egyfajta tisztelgés a szülőföld előtt, hiszen a ricsei születésű Román Sándor életútjának gyökerei Cigándhoz kötődnek.
Minden helyszínre, ahová hívnak bennünket, a közönséget lenyűgögzni és elkápráztatni érkezünk. 
A tánctársulat eddigi története során (2016-ig) 13 országban lépett fel. Többek között Finnországban, Olaszország (Bolzano, Miánó), Lengyelországban (Krakkó, Katowice, Varsó), Szlovákiában (Kassa, Pozsony), Kínában (Peking, Sanghaj, Nanking, Szecsuan), Törökországban (Isztambul), Németországban (Bréma, Hamburg, Berlin, Riesa), Romániában (Bukarest), Ausztriában (Bécs), Szlovéniában (Ljubljana, Lendva). 2016-ban Magyarország Párizsi Nagykövetsége meghívására Franciaországba utaztak, hogy Magyarországot képviseljék a 2016-os labdarúgó-Európa-bajnokság résztvevőinek kultúráját bemutató ünnepi rendezvénysorozaton.

## A társulat
A tagok nagy része magasan képzett Táncművészeti Főiskolát végzett hivatásos táncművészek – szám szerint 46 fő (2016). A több mint 15 éve sikeres társulat ereje a táncművészek szereplésén túl a koreográfus, a producer a zeneszerző, jelmeztervező, díszlettervező, a dramaturg a menedzsment és a technikusi csapat összhangjában rejlik.
A társulat táncművészei közül kiemelkedő munkájukért többen állami kitüntetésben is részesültek:
- Bistei Judit – Magyar Bronz Érdemkereszt (2015)[57]
- Görög Zoltán – Magyar Arany Érdemkereszt (2015)[58]
- Patonai Norbert – Magyar Bronz Érdemkereszt (2015)[57]
- Péli Róbert – Magyar Ezüst Érdemkereszt (2015)[58]
- Vári Ágota Lotti – Magyar Bronz Érdemkereszt (2015)[57]

## Az ExperiDance repertoárja (2000–2017)
| Szerzők                                                      | A mű címe                                       | A bemutató dátuma    | Rendező                       | Főszereplők | Helyszín                           |
| ------------------------------------------------------------ | ----------------------------------------------- | -------------------- | ----------------------------- | --- | ---------------------------------- |
| Schwajda György Román Sándor Czomba Imre                     | Ezeregyév                                       | 2000. március 15.    | Román Sándor                  | Román Sándor Patonai Norbert Falvai Miklós Boda János Újszászi András                                                       | Szigligeti Színház (Szolnok)       |
| Alexandre Dumas                                              | Muskétások – avagy kevés Dumas, sok tánc        | 2001. május          | Román Sándor                  | Patonai Norbert Bistei Judit                                                                                                | Erkel Színház                      |
| Bartók Béla                                                  | Bartók táncmű                                   | 2002. június         | Román Sándor                  | Péli Róbert Pálmaffy Barbara                                                                                                | Nemzeti Táncszínház                |
| Fazekas Mihály Schwajda György Czomba Imre                   | Revans                                          | 2003. március 7.     | Román Sándor                  | Törőcsik Mari (hang) Újszászi András Vári Bertalan Kökény Róbert Bistei Judit                                               | Nemzeti Színház                    |
| Manfredo Cicigoi Czomba Imre                                 | Steel – A fém legendája                         | 2004. április        | Manfredo Cicigoi Román Sándor | Vári Bertalan | Művészetek Palotája                |
| Csajkovszkij                                                 | Csajkovszkij: komédiások                        | 2004. június         | Román Sándor                  | | Miskolci Nemzetközi Operafesztivál |
| Arany János Schwajda György Czomba Imre                      | Nagyidai cigányok                               | 2006. szeptember 28. | Román Sándor                  | Patonai Norbert | Nemzeti Táncszínház                |
| Román Sándor Czomba Imre                                     | Esszencia – A ritmus ünnepe                     | 2008. április        | Román Sándor                  | Dénes Nándor Kapitány Dorottya                                                                                              | Pekingi Nagyszínház                |
| William Shakespeare Schwajda György Czomba Imre              | (Szeget szeggel) A király nevében               | 2008. szeptember 26. | Román Sándor                  | Patonai Norbert Dénes Nándor                                                                                                | Nemzeti Táncszínház                |
| Meskó Zsolt Czomba Imre                                      | Boldogság 69:09                                 | 2009. október 14.    | Román Sándor Meskó Zsolt      | | Művészetek Palotája                |
|                                                              | Forrás – Jéghideg és tűzforró                   | 2011. április 15.    | Román Sándor                  | Deák Vince Boros Bettina Sátori Júlia Bistei Judit Varga Attila                                                             | RaM Colosseum                      |
| Alexandre Dumas Pozsgai Zsolt                                | Monte Christo grófja                            | 2011. október 7.     | Szomor György                 | Vastag Tamás / Pál Tamás Szomor György                                                                                      | Békéscsabai Jókai Színház          |
| Szigligeti Ede Meskó Zsolt Czomba Imre                       | Liliomfi                                        | 2012. január 15.     | Román Sándor                  | Patonai Norbert Újszászi András Morvai Veronika                                                                             | Nemzeti Táncszínház                |
| Arany János Szarka Gyula                                     | Toldi – Musicalköltemény                        | 2012. március 23.    | Meskó Zsolt                   | György Rózsa Sándor Bot Gábor                                                                                               | RaM Colosseum                      |
| Bartók Béla                                                  | 3 Bartók                                        | 2012. június         | Román Sándor                  | Kökény Róbert Bistei Judit                                                                                                  | Miskolci Nemzetközi Operafesztivál |
|                                                              | Frank Sinatra – A Hang                          | 2013. február 25.    | Szomor György                 | Vastag Tamás Szomor György Gubik Petra                                                                                      | RaM Colosseum                      |
| Radnóti Miklós Czomba Imre                                   | Radnóti – Álmok két felvonásban                 | 2013. május          | Meskó Zsolt                   | Kroó Balázs Széplaky Géza Geltz Péter                                                                                       | RaM Colosseum                      |
| Vona Tibor ötlete alapján Meskó Zsolt                        | Fergeteges – A királyné, a gróf és a cigánylány | 2013. október 4.     | Román Sándor                  | Lázár Anna Dóra Patonai Norbert Morvai Veronika                                                                             | RaM Colosseum                      |
| Manfred Schweigkofler Czomba Imre                            | Szenvedélyem, Velence                           | 2014. január 31.     | Manfred Schweigkofler         | Torma Zsolt Patonai Norbert Bistei Judit                                                                                    | RaM Colosseum                      |
| Manfred Schweigkofler ötlete alapján Meskó Zsolt Czomba Imre | Én, Leonardo – A fény születése                 | 2015. április 17.    | Román Sándor                  | Szabó Dániel/ Benkő Dávid Boda János Patonai Norbert                                                                        | RaM Colosseum                      |
| Presser Gábor Adamis Anna, Omega Pozsgai Zsolt               | Gyöngyhajú lány balladája                       | 2016. március 12.    | Pozsgai Zsolt Román Sándor    | Simon Panna Bogi / Békefi Viktória Szomor György / Szabó Máté / Sánta László Koós Réka / Fésűs Nelly Lux Ádám / Tóth Sándor | RaM Colosseum                      |
| Pozsgai Zsolt Czomba Imre                                    | Nostradamus – Világok vándora                   | 2016. május 14.      | Pozsgai Zsolt Román Sándor    | Ganxsta Zolee / Szebeni János / Görög Zoltán Rimár Izabella                                                                 | RaM Colosseum                      |
| Pozsgai Zsolt Gömöry Zsolt                                   | Cinderella – Mesemusical                        | 2017. szeptember 29. | Pozsgai Zsolt Román Sándor    | Muri Enikő / Békefi Viktória / Zsitva Réka / Laurinyecz Réka Koós Réka / Fésüs Nelly / Köllő Babett                         | RaM Colosseum                      |

## Díjak, elismerések
- 2001 – EuroPAS Magyar Táncdíj[59]
- 2008 – A Magyar Köztársaság Bíbor Tiszti Érdemkeresztje Román Sándornak
- 2010 – Magyar Köztársaság Arany Tiszti Érdemkereszt Vona Tibornak
- 2010 – Gundel művészeti díj[60]
- 2014 – Nagycsaládosok Országos Egyesülete – Bölcső-Díj[61]
- 2015 – European Business Awards „Az év vállalkozása” nemzeti bajnok[62]
- 2016 – V. Magyar Teátrum Nyári Fesztivál – A legjobb zenés előadás (Gyöngyhajú lány balladája)[63]
- 2016 – Magyar Termék Nagydíj[64]
- 2016 – MagyarBrands-díj[65]